# Zaxxon (jeu vidéo)
Cet article concerne le jeu vidéo. Pour la série de jeux vidéo, voir Zaxxon.
 (septembre 2018).
Si vous disposez d'ouvrages ou d'articles de référence ou si vous connaissez des sites web de qualité traitant du thème abordé ici, merci de compléter l'article en donnant les références utiles à sa vérifiabilité et en les liant à la section « Notes et références ».
Zaxxon (ザクソン) est un jeu d'arcade de type shoot 'em up développé par Ikegami Tsushinki et édité par Sega en 1982. Il fait partie de la série Zaxxon, dont il constitue le premier titre.

## Préambule
Zaxxon a fait sensation à une époque où le genre shoot 'em up n'en était qu'à ses balbutiements. Celui-ci introduit à la fois un scrolling (en diagonale) et une pseudo 3D en utilisant une perspective isométrique.
Le vaisseau peut prendre de l'altitude pour éviter les rayons ennemis mais aussi les murs des quelques décors. Une certaine dextérité était donc demandée au joueur pour devoir s'adapter à la fois au déplacement en diagonale et à l'altitude.

## Commercialisation
Zaxxon a été porté sur de nombreux supports :
- 1982 - Borne d'arcade ;
- 1982 - Atari 2600, ColecoVision ;
- 1983 - Apple II, Intellivision[1] ;
- 1984 - Atari 5200, Atari 8-bits, Commodore 64 ;
- 1985 - DOS, MSX, SG-1000, ZX Spectrum.

Divers portages non officiels ont également vus le jour, notamment sur Amstrad CPC (Zaxx, 1986) et Amiga (Zaxxon, 1995).

### Intellivision
La version Intellivision, tout comme la version Atari 2600 l'avait déjà fait, abandonne la vue en 3D isométrique de la version arcade, au profit d'une vue de dessus plus classique à scrolling vertical. Les graphismes ont été simplifiés et certains ennemis retirés. De plus, les niveaux sont générés aléatoirement, et sont donc légèrement différents à chaque partie.

## Réception
- Prix Vidéor 1983 de la meilleure cassette de jeu (version CBS Colecovision)[3]